# Vergara (Urugwaj)
Vergara – miasto w Urugwaju, w departamencie Treinta y Tres.